# 德山琏
德山琏（とくやま たまき， 1903年7月27日—1942年1月28日）是日本歌唱家（男中音）、流行歌手、活跃于第二次世界大战战前及战时的歌手、演员。他的昵称是“徳さん”（德先生）。

## 生平

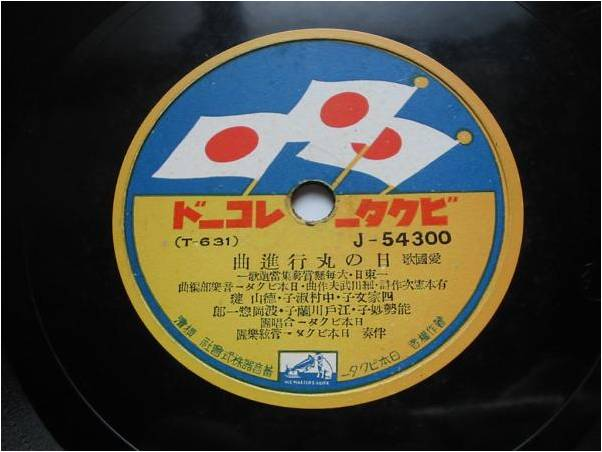
《日之丸进行曲》（1938）

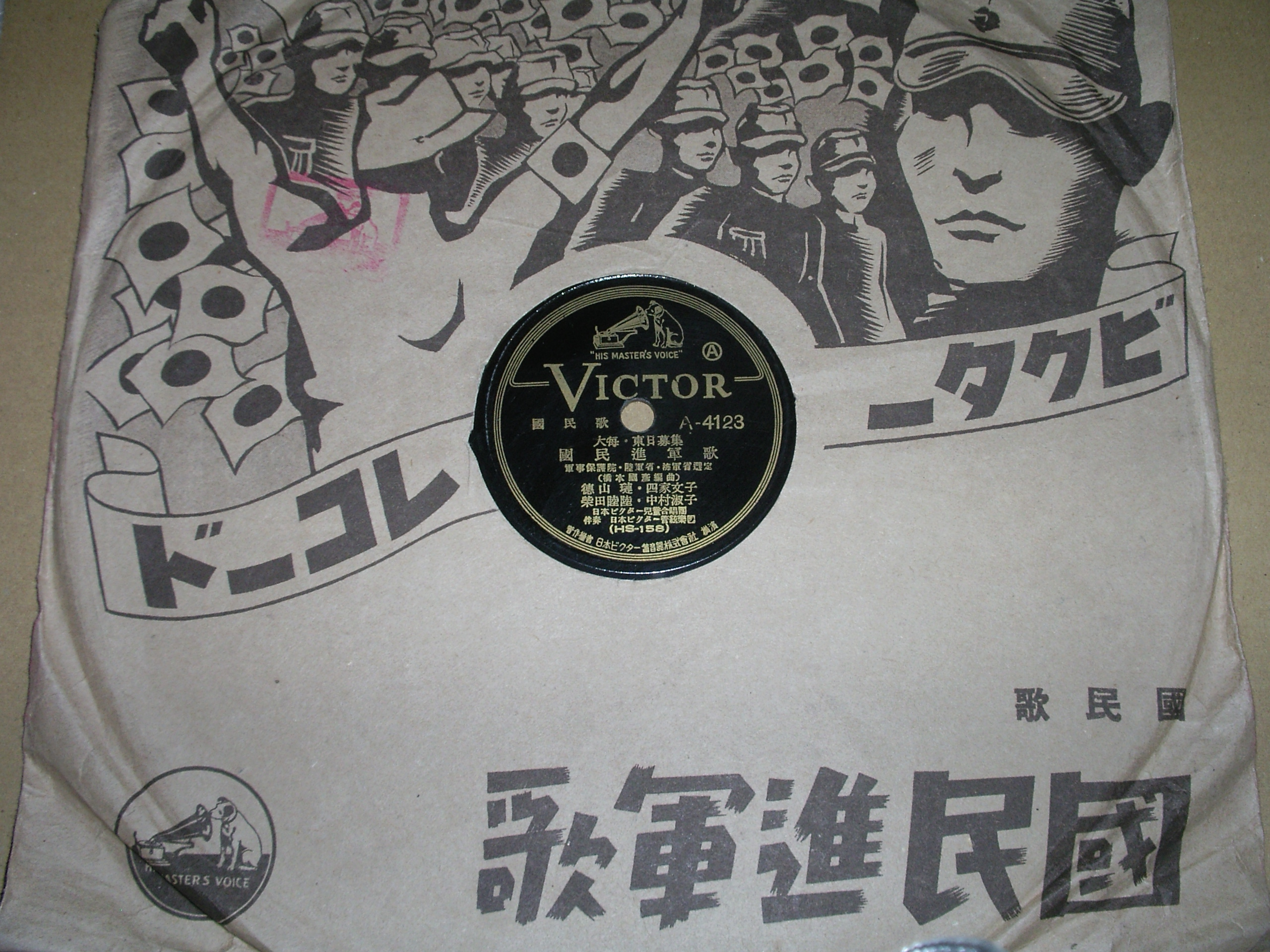
《国民进军歌》（1940）

德山琏于1903年（明治36年）7月27日出生于神奈川县古座郡藤泽町（现神奈川县藤泽市）的一个医生家庭。
德山琏从新开办的逗子开成中学（现逗子开成高中）毕业后，于1928年从东京音乐学校声乐科（现东京艺术大学音乐学部声乐科）毕业。之后，他在武藏野音乐学校（现武藏野音乐学院）担任教师，1930 年（昭和 5 年），他为佐藤千夜子担任钢琴伴奏，使其成为日本第一位当红歌手。年， 《武士日本》大受欢迎。此后，他获得了许多热门歌曲，例如与四家文子共同主演的《ルンペン節》和《天国に結ぶ戀》。还有《隣組》、《歩くうた》等全国流行歌曲中的热门歌曲。
另一方面，他也作为歌手活跃，他最成功的角色是乔治·比才的歌剧《卡门》中的埃斯卡米洛。他还多次作为男中音独奏家出演贝多芬的《第九交响曲》。 1930年代初期，加入古川六波剧团，出演过《伽罗摩萨顿》、《東海道中膝栗毛》等戏剧。他在声乐模仿和即兴表演方面的灵巧性得到了评论家的高度评价，罗帕称赞他 "在即兴表演方面的灵巧性，是他今天艺术的基调"，"如果德山廉没有出现，我想我不会在丸之内突然成功"。
德山琏留存下来的唱片大部分都是流行歌曲，但都是用明亮、轻快的男中音演唱，并且不使用酒吧等“日本音乐”的发声方式。对于音乐学校毕业的歌手来说，不同寻常的是，他还擅长喜剧歌曲，并留下了《○○ぶし》和《歌ふ弥次喜多》（与古川ロッパ共同主演）等许多代表作。
他还热衷于探访无家可归者、疗养院、盲人学校等。在东京的一所盲人学校，他让完全失明的学生摸着他引以为豪的大肚皮说：“如果我是相扑选手，现在早就打败双叶山了”之类的话，让人们笑出来。
1942年1月28日（昭和17年），在他人气最盛的时候，他因败血症去世。去世时年仅38岁。德山的好友古川ロッパ在舞台上表演时得知德山去世的消息，十分震惊，在吊唁仪式上泪流满面。德山琏的坟墓位于常光寺（藤泽市） 。